# Luigi Baldassari
Luigi Baldassari o Baldassarri (Lugo, ? - ?) fou un baríton italià.
Es va formar al Liceo Musicale de Bolonya i va fer el seu debut escènic el 1888 al Teatro Sociale de Crevalcore amb La traviata. Durant la Temporada 1901-1902 del Liceu, va tenir l’oportunitat d’actuar al Gran Teatre del Liceu de Barcelona. Cap al 1903, va decidir deixar enrere els rols protagonistes i es va especialitzar en papers secundaris, la qual cosa li va assegurar una trajectòria exitosa als escenaris més prestigiosos. Durant les dècades de 1900 i 1910, Baldassarri va gravar nombrosos discs per a segells com Columbia, Phonodisc Mondial, Fonotipia i d'altres. La seva darrera actuació va tenir lloc a Milà l'any 1917.